# Toma o Teu Lugar
"Toma o Teu Lugar" é um single da cantora brasileira Michelle Nascimento, lançado em 7 de agosto de 2020 pela gravadora MK Music, com produção musical de Tuca Nascimento, pai da cantora.
A canção foi composta pela própria cantora e é a segunda de trabalho do EP De Volta ao Jardim Secreto.
O videoclipe foi lançada no canal da gravadora no YouTube e ganhou mais de 100 mil visualizações.